# Al-Mustansir (Fatimide)

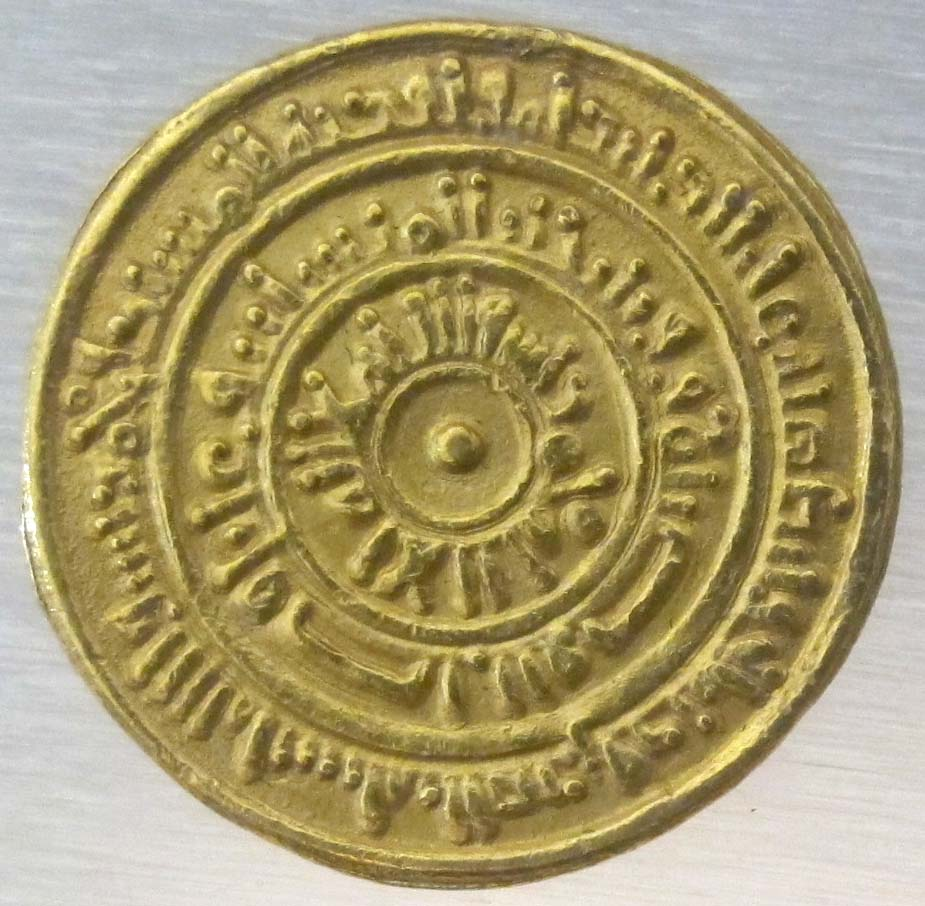
Ein in Kairo geschlagener Golddinar des Kalifen al-Mustansir.

Abu Tamim Maadd ibn az-Zahir (arabisch أبو تميم معد بن الظاهر, DMG Abū Tamīm Maʿadd b. aẓ-Ẓāhir; * 2. Juli 1029; † 29. Dezember 1094) war von 1036 bis zu seinem Tod unter dem Herrschernamen al-Mustansir bi-llah (المستنصر بالله / al-Mustanṣir bi-llāh / ‚der Gott um Beistand anfleht‘), in der deutschsprachigen Literatur kurz al-Mustansir genannt, der achte Kalif der Fatimiden, sowie der achtzehnte und letzte gemeinsame Imam der Schia der Ismailiten vor deren Spaltung.

## Leben
Als einziges bekanntes Kind des Kalifen az-Zahir, wurde Prinz Maadd am 2. Juli 1029 in Kairo geboren. Zeitgenössische Beobachter bemerkten besonders den dunklen Teint des Kronprinzen, der der Sohn einer schwarzen (sūdān) Konkubine war, die „Talisman“ (Raṣad) genannt wurde. Abgesehen davon ist der Prinz, der als Siebenjähriger wenige Tage nach dem Tod seines Vaters, am 16. Juni 1036, unter dem Herrschernamen „der Gott um Beistand anfleht“ (al-Mustanṣir bi-llāh) inthronisiert wurde, ein Neutrum der Geschichte geblieben, sowohl in charakterlicher, wie politischer Hinsicht. Und das obwohl seine neunundfünfzigjährige Herrscherzeit – die längste aller Fatimiden – geprägt war vom beinahen Triumph ihrer Sache und von dem darauf gefolgten beinahen Ende ihres eigenen Kalifats. Tatsächlich neigt die jüngere Geschichtswissenschaft in ihrer Einschätzung dazu das eigentliche Ende des 909 begründeten Fatimidenkalifats mit der Ära des al-Mustansir zu verknüpfen, da es nach ihm nur noch ein hundertjähriges Schattendasein fristete, bis es 1171 sang- und klanglos erlosch.
Wie schon sein Vater wurde al-Mustansir von seinem höfischen Umfeld mit Absicht vom politischen Alltagsgeschäft ferngehalten und seinen persönlichen Vergnügungen überlassen. Wie schon der Vater stand er zeit seines Lebens unter dem Einfluss anderer, zuerst unter dem des handlosen Wesirs al-Dschardscharai, der ihn auf den Thron gesetzt hatte, dann unter dem seiner Mutter und deren Günstlinge. Offenbar hatte man nie auch nur daran gedacht ihm eine gewisse staatsmännische Schulung angedeihen zu lassen, da al-Mustansir auch der erste Kalif ist, von dem nicht bekannt ist, dass er jemals einen eigenen Lehrmeister (ustāḏ) gehabt hätte. Der Kalif blieb ein Spielball in der Hand anderer und konnte die um sich herum abspielenden Ereignisse allenfalls beobachten, aber kaum selbst beeinflussen, womit er den Charakter des Kalifats seiner Dynastie für die letzten hundert Jahre seiner Existenz vorzeichnete. Nur ein einziges Mal überwand sich al-Mustansir zur Eigeninitiative, mit der er immerhin sein am Abgrund stehendes Kalifat retten konnte, um es zugleich in die Bedeutungslosigkeit zu führen.

### Die ersten Jahre

Der Herrschaftsbereich des Fatimidenkalifats in den ersten Jahren des al-Mustansir.

Die insgesamt erfolgreiche Bilanz der ersten fünfundzwanzig Jahre der Herrschaft des al-Mustansir konnte nahtlos an die seiner Vorgänger anknüpfen, auch wenn sich in ihnen erste Symptome der Krise bemerkbar machten. Schon wenige Tage nach seiner Inthronisierung wäre der Kalif während der obligatorischen Heeresmusterung beinahe vom Speerwurf eines sudanesischen Soldaten getroffen worden. Die Tat geschah nach allgemeinem Aufruhr im Heer, welchem geringen Soldzahlungen zugrunde lagen. Die schon seit längerer Zeit am Hof von Kairo grassierende Günstlingswirtschaft hatte für das Heer bestimmte Gelder in fremde Taschen fließen lassen, was die Soldaten nicht länger erdulden wollten. Aber bevor die Stimmung vollends zu kippen drohte, hatte der Wesir al-Dschardscharai der Misswirtschaft Einhalt geboten und den ausstehenden Sold aufbringen können, was die Lage wieder beruhigte. Noch im Jahr 1036 waren die Verhandlungen mit dem byzantinischen Reich um eine Verlängerung des Waffenstillstandes um zehn Jahre erfolgreich beendet worden, doch drohte das eigenmächtige Vorgehen des fatimidischen Statthalters von Syrien Anuschtegin ad-Duzbiri den Frieden mit Konstantinopel zu stören. Im Mai 1038 eroberte der Statthalter zwar im Namen seines Kalifen, aber ohne jeglichen Befehl, das autonome Fürstentum Aleppo. Das Fürstentum hatte, gemäß des Vertrages mit Byzanz, den Status eines Pufferstaates zwischen beiden Reichen eingenommen, was mit der Eroberung des Anuschtegin aber hinfällig wurde. In Kairo verdächtigte man den Statthalter, eigennützige Ziele zu verfolgen, weshalb Wesir al-Dschardscharai im Sinne des Vertrags untätig blieb, als Byzanz Anuschtegin den Krieg erklärte. Aber erst der Tod Anuschtegins im Januar 1042 schaffte das Problem aus der Welt, woraufhin die Fürstenfamilie der Mirdasiden wieder in Aleppo restauriert werden konnte und die Verhältnisse zu Byzanz wieder den Vertragsbedingungen entsprachen.
Der Tod al-Dschardscharais am 27. März 1045 wird allgemein als Beginn des Niedergangs des Fatimidenkalifats angesehen, da nach ihm die Hofpartei der Kalifenmutter Rasad die Lenkung des Staates übernahm und damit eine Epoche der zügellosen Selbstbereicherung und des territorialen Zerfalls folgte, die schließlich im Zusammenbruch der herrscherlichen Autorität mündeten. Tatsächlich aber konnte mit dem am 1. Juni 1050 als Wesir eingesetzten al-Yazuri (gest. 1058) noch einmal ein tatkräftiger wenn auch skrupelloser Machtmensch die Staatsgeschäfte in die Hand nehmen. Dieser war sogleich mit dem Abfall des „Westens“ (al-maġrib) vom Kalifat konfrontiert. Schon im März 1049 hatte der Statthalter von Afrika (Ifrīqiyā) al-Muizz az-Ziri seine Loyalität zu Kairo aufgegeben und sich unter die Oberhoheit der sunnitischen Kalifen der Abbasiden gestellt. Auf viel Widerstand stieß er dabei nicht, war doch der Maghreb überwiegend sunnitisch geprägt. Al-Yazuri reagierte sofort, indem er den seit Generationen in Ägypten nomadisierenden Beduinenstämmen der Banu Hilal und Banu Sulaim einen Freibrief zu Eroberung und Besiedelung des Westens ausstellte, worauf die Stämme in Scharen dorthin abwanderten. Bis 1057 konnten die Beduinen das abtrünnige Ziridenfürstentum durch die Eroberung von Kairouan zerschlagen und auf seinem Gebiet eigene Kleinstaaten begründen. Der Gewinn für die Fatimiden war allerdings gering; die neuen Fürstentümer der Beduinen erkannten zwar deren Oberhoheit an, blieben aber in der Realität faktisch autonom. Den eigentlichen Nutzen aus dem Ende des Ziridenfürstentums konnten die im äußersten Westen im heutigen Mauretanien und Marokko aufsteigende sunnitische Dynastie der Almoraviden ziehen, die das entstandene Machtvakuum zur Expansion ihres Territoriums nutzen konnten. Für die Fatimiden aber war der Westen, wo ihr Kalifat einst seinen Ausgang genommen hatte, für immer verloren. Die nachhaltigste Folge der von Kairo forcierten „arabischen Völkerwanderung“ aber war die mit ihr nun einsetzende Arabisierung des Maghreb auf dem Gebiet des heutigen Tunesiens und Algeriens, dessen indigene berberische Bevölkerung durch die langjährigen Kämpfe stark dezimiert und in geographische Randlagen abgedrängt wurde, während die frei gewordenen Räume von den arabischen Beduinen besetzt und dauerhaft besiedelt wurden.

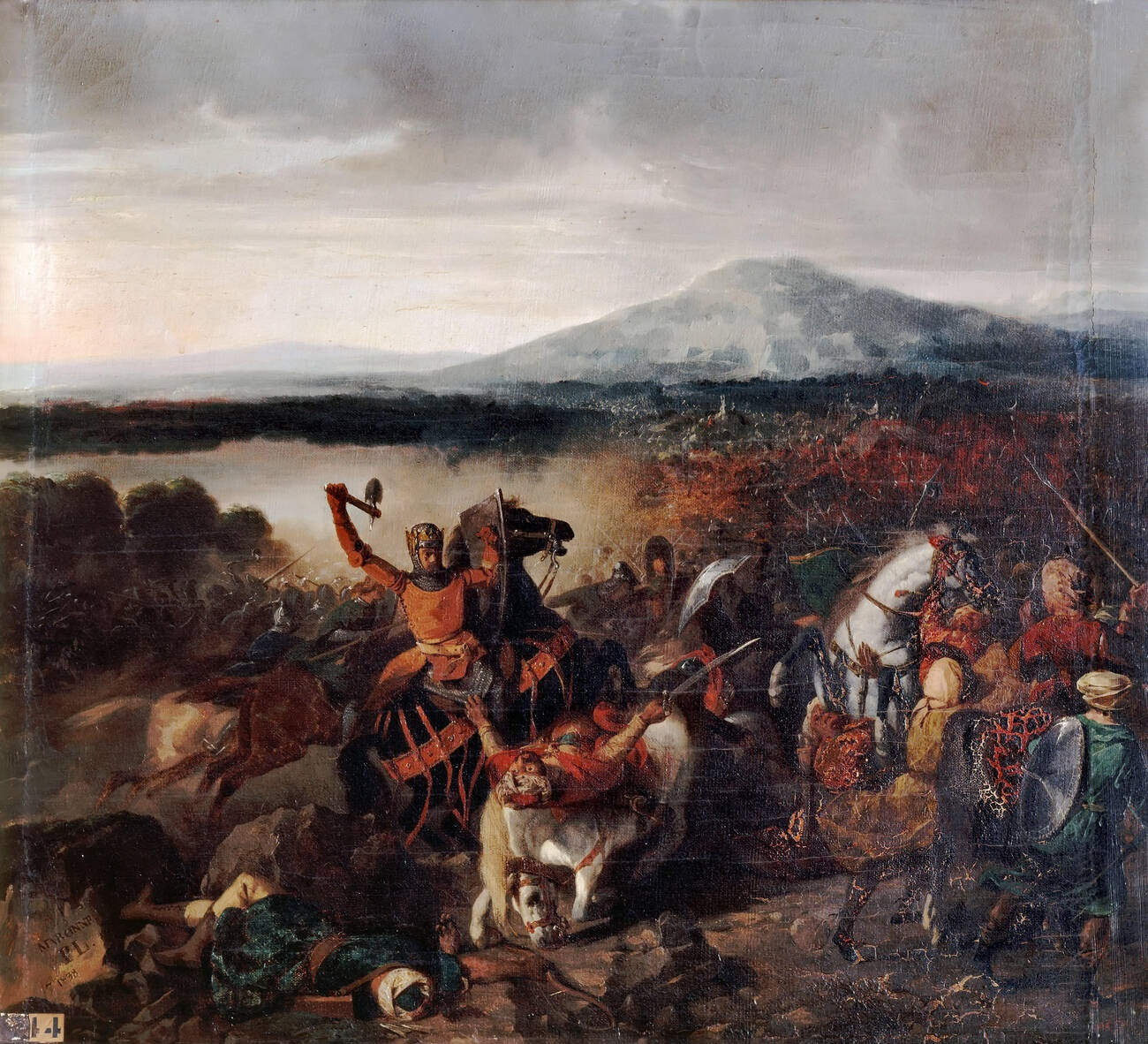
Roger der Normanne siegt über die Sarazenen in der Schlacht von Cerami. Historisierendes Gemälde von Prosper Lafaye, um 1860.

Mit dem Verlust des Westens ging auch der von Sizilien einher. Die Statthalterschaft der Kalbiten war hier in den vorangegangenen Jahren durch innere Zwistigkeiten in Anarchie versunken und wurde durch eine vom byzantinischen Reich betriebene christliche Reconquista von außen bedroht. Die Anlandung eines byzantinischen Heers 1038 konnte nicht verhindert werden, blieb aber noch ohne gravierende Folgen. Doch die Angriffe der Christen wiederholten sich in den folgenden Jahren, während die innere Ordnung auf der Insel zu erodieren begann. Nach einem an Kairo ergangenen Hilferuf wurde die Kalbitendynastie im Jahr 1051 auf Weisung al-Yazuris abgesetzt und nach Ägypten deportiert. An deren Stelle übernahm nun ein von Kairo direkt eingesetzter Statthalter die Verwaltung auf der Insel, doch konnte auch dieser den Untergang des islamischen Siziliens nicht mehr abwenden. Während die Fatimiden im fernen Osten für ihren eigenen Überlebenskampf gegen die Seldschuken all ihre Kräfte konzentrieren mussten, war im Jahr 1060 – al-Yazuri war da schon tot – eine christliche Streitmacht in Gestalt eines normannischen Eroberungsheers unter der Führung des „Grafen Roger, dem Sohn des Tankred“ (al-qumṭ Ruǧǧar ibn Tanqar) an der Küste vor dem Seehafen Messina angelandet, der im Jahr darauf von den Eroberern genommen wurde. Im Juni 1063 siegten die Normannen bei Cerami über das letzte Aufgebot der sizilischen Muslime; 1072 fiel die Hauptstadt Palermo. Kalif al-Mustansir erlebte noch im Jahr 1091 mit dem Fall von Noto das Ende der fast zweihundertfünfundsechzigjährigen Herrschaft des Islam auf Sizilien.

### Letzter Triumph im Schatten der Türken
Das Schicksal nicht nur des Fatimidenkalifats, sondern der gesamten arabischen Welt sollte sich aber im Osten entscheiden, wo zu Lebzeiten des al-Mustansir jene epochale ethnographische Umwälzung ihren Anfang nahm, deren Auswirkungen noch bis in die jüngere Gegenwartsgeschichte nachhallen. Im Jahr 1043 durchzog ein turkmenisches Eroberungsheer die zentraliranische Provinz Kerman, das bis 1051 die persischen Residenzstädte Rey und Isfahan eroberte. Angeführt wurden die Scharen von dem Clan der Seldschuken in Person des Fürsten Toghril Beg. Die ursprünglich in den Steppen Zentralasiens beheimateten Türken waren der arabischen Welt zu diesem Zeitpunkt längst nicht mehr fremd. Schon seit Generationen hatte dieses kriegstüchtige Reitervolk eine herausragende Rolle im Heerwesen der arabisch-muslimischen Machthaber eingenommen, indem ihre gefangengenommenen Krieger auf den persischen Sklavenmärkten feilgeboten und als Militärsklaven (mamlūk) verkauft wurden. Nachdem zuerst die Kalifen der Abbasiden dieses neue militärische Potenzial für sich entdeckt hatten, wurden ab dem späten 10. Jahrhundert Türken auch von den Fatimiden in großer Zahl angeworben. Im 11. Jahrhundert repräsentierten türkische Verbände dann das militärische Rückgrat jeder nennenswerten politischen Macht des Nahen Ostens, während Araber im Kriegswesen jener Zeit kaum noch eine relevante Rolle spielten. Doch dem Vormarsch der Seldschuken zur Mitte des 11. Jahrhunderts wohnte eine ganz andere Qualität inne. Im Windschatten ihrer Reiterscharen sind ganze turkmenische Völkerschaften nachgezogen, womit sich hinter dem Eroberungszug eine regelrechte türkische Völkerwanderung offenbarte, an deren Ende kein neuer Zustrom an Sklaven für die arabische Welt, sondern die Etablierung einer neuen politischen wie ethnographischen Größe mit Herrschaftsanspruch stehen sollte. Für alle bereits etablierten Mächte des Vorderen Orients hatte die türkische Westwanderung einen nicht mehr rückgängig zu machenden Umbruch mit weit reichenden Folgen nach sich gezogen. Das byzantinische Reich sollte nach langem Abwehrkampf daran zugrunde gehen und der arabischsprachigen Welt kostete es für Jahrhunderte hinaus den Verlust ihrer im Zuge der islamischen Expansion im 7. Jahrhundert gewonnenen politischen Vormachtstellung im Nahen Osten.
Die Bedrohung durch die Seldschuken war von den zeitgenössischen Machthabern in Bagdad und Kairo durchaus erkannt wurden und hatte sie zu bis dahin für undenkbar gehaltenen Überlegungen ermutigt. Die starren Schranken des alten dynastischen und konfessionellen Zwistes überspringend hatte der Hof zu Kairo im Namen seines schiitischen Kalifen diplomatische Kontakte mit dem Schutzherrn der sunnitischen Kalifen von Bagdad aufgenommen, dem Buyidenemir Abu Kalidschar, die zu einer Art panarabischer Allianz zur Abwehr der aufziehenden Türkengefahr führen sollten. Diese Überlegungen fanden aber mit dem Tod des Machthabers von Bagdad im Jahr 1048 ihr jähes Ende, worauf das Großemirat der Buyiden, das bis dahin als Puffer zwischen den Seldschuken und Fatimiden gedient hatte, zusammenbrach. Um sein am Abgrund stehendes Kalifat zu retten, warf sich nun der weitgehend machtlose Abbaside al-Qaim in die Arme des Toghril Beg, der am 20. Dezember 1055 in Bagdad einmarschierte, dort die letzten Reste der Buyidenregierung beseitigte und sich zum neuen Schutzherrn des sunnitischen Kalifats aufschwang. Für die innere Verfasstheit des islamischen Glaubens bargen diese Ereignisse nicht zu unterschätzende Auswirkungen. Wenige Generationen zuvor noch selbst Anhänger eines heidnischen Schamanenkults, haben die Seldschuken den Islam sunnitischer Auslegung angenommen, was nun zusätzlich zu ihrer Legitimation als Schutzherren des sunnitischen Kalifats gereichte. Ihr Einsatz (ǧihād) für den neu entdeckten islamischen Glauben hatte aber gerade das Sunnitentum in der Folge in eine bis dahin nicht gekannte dogmatisch erstarrte Orthodoxie geführt, die in allen anderen Auslegungen der im Koran festgehaltenen göttlichen Offenbarung Auswüchse von glaubensabtrünnigen Häresien erkannte. In zunehmendem Maße begann sich der sunnitische Dschihad seither nicht nur gegen die Welt der der koranischen Offenbarung „Ungläubigen“, sondern auch gegen die schiitischen Anhänger der koranischen Offenbarung zu wenden. Für die Schiiten innerhalb des seldschukischen Herrschaftsbereichs, also besonders in Persien und dem Irak, hatte dies unmittelbare Auswirkungen auf ihre Existenz. Hatten sie hier unter den Buyiden – die selber schiitisch waren – noch ungestört leben und missionieren können, sahen sie sich nun einer von den Seldschuken angeführten Verfolgungswelle im Sinne des orthodoxen Sunnitentums ausgesetzt, worin sich eine gewisse historische Pointe äußerte, kannte und kennt gerade das Schiitentum ismailitischer Prägung in seiner auf Freiwilligkeit basierenden Annahme selbst keine Form der Zwangsbekehrung. Doch gerade die persischen Ismailiten sollten auf die seldschukische Bedrohung bald ihre eigenen Methoden erfinden um dieser zu begegnen.
Die Fatimiden gedachten den Umsturz in Bagdad nicht unbeantwortet zu lassen, vielmehr erkannten sie darin die Chance ihr von Anfang an verfolgtes Endziel von der Überwindung des Abbasidenkalifats und damit die Vereinigung der islamischen Welt (umma) unter ihrer Dynastie zu verwirklichen. Als Werkzeug für dieses Vorhaben bat sich ihnen ausgerechnet ein Türke an. Im Frühjahr 1056 nahm Wesir al-Yazuri Kontakt mit dem türkischen General Arslan al-Basasiri auf, der in der Gegend der Dschazira eine Existenz als Freischärler führte, seit er 1054 bei seinem buyidischen Herrn in Bagdad in Ungnade gefallen war. Bereitwillig stellte sich al-Basasiri nun in den Dienst der Fatimiden, von denen er formell den Generalsrang, samt Geldmittel, Pferde und Waffen zur Rekrutierung einer Streitmacht erhielt. Tatsächlich konnte der General schnell ein Heer bestehend aus anderen herrenlos gewordenen Türken, nordirakischen Araberfürsten und Beduinenkriegern zusammenstellen, mit dem er den Kampf gegen die Seldschuken aufnahm. Am 9. Januar 1057 errang er in einer Feldschlacht bei Sindschar einen ersten Sieg über ein seldschukisches Aufgebot, der von seinen Kriegern unter den bezeichnenden Schlachtruf „Sieg den Arabern!“ (Yā lil-ʿarab!) erkämpft wurde. Von der Euphorie dieses Sieges getragen gelang in schneller Folge auch die Einnahme von Mossul und Kufa, nachdem Bagdad in einem weiten Bogen umgangen wurde. Ein Angriff auf das Machtzentrum der Abbasiden erschien im Bereich des Möglichen, da aber entfaltete die Diplomatie des Toghril Beg ihre Wirkung, der durch Bestechungen die Beduinen zum Abfall von der fatimidischen Sache bewegen und damit das Heer des al-Basasiri seiner Schlagkraft berauben konnte. Die Enttäuschung in Kairo ob dieser Entwicklung war groß und kostete dem Wesir al-Yazuri Amt und Leben. Obwohl ihm in den ersten Tagen des Jahres 1058 die Einnahme Aleppos für das Fatimidenkalifat gelungen war – er hatte den letzten Mirdasidenemir zum freiwilligen Machtverzicht überreden können – wurde er am 28. Februar 1058 von seinen Feinden am Hof der verräterischen Konspiration mit den Seldschuken angeklagt und nach einer längeren Kerkerhaft hingerichtet.

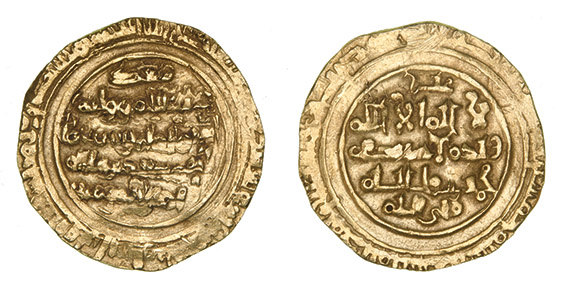
Ein zwischen Dezember 1058 und Dezember 1059 (450/451 AH) in Bagdad geschlagener Golddinar mit der Titulatur des Fatimidenkalifen al-Mustansir.

Gänzlich unerwartet war noch im selben Jahr das weiße Banner der Fatimiden mit dem Namen des al-Mustansir beschrieben doch noch über Bagdad gehisst worden, ohne das dessen Minister in irgendeiner Weise etwas dazu beigetragen hätten. Noch im Frühjahr 1058 hatte al-Basasiri erneut Mossul einnehmen können, sich sogleich aber vor dem zahlenmäßig überlegenen Toghril Beg wieder Richtung Damaskus absetzen müssen. Darauf aber erreichte den Seldschukenherrscher die Nachricht von der Revolte seines Halbbruders Ibrahim Inal im iranischen Hochland, worauf er mit seiner gesamten Heeresmacht dorthin abzog und seinen hilfsbedürftigen Kalifen, wie den gesamten Irak schutzlos zurückließ. Am Sonntag, den 27. Dezember 1058 konnte al-Basasiri mit seiner vergleichsweise nur kleinen Truppe in Bagdad einziehen und das weiße Banner hissen. Sofort führte er den schiitischen Gebetsruf ein und ließ zur nächsten Freitagspredigt am 1. Januar 1059 in der Moschee des al-Mansur den Namen des Fatimidenkalifen al-Mustansir verlesen. Bald darauf wurde auch die Prägung neuer Dinare mit dem Herrschernamen des Fatimiden aufgenommen. Der abgesetzte Abbasidenkalif al-Qaim erhielt eine Schutzgarantie für sein Leben und wurde am mittleren Euphrat in Ana unter Arrest gestellt. Sein Palast wurde geplündert und die Herrscherinsignien der Abbasiden wurden als Zeichen des Sieges nach Kairo gesandt. Die Freude am Hof der Fatimiden über diesen gänzlich unerwarteten Triumph ihrer Sache, den Ibn Muyassar (gest. 1278) später auch als deren letzten bedeutenden Erfolg beschrieb, wurde mit tagelangen Festen begleitet. Das von allen Kalifen seit al-Mahdi (gest. 934) propagierte eschatologische Ereignis von der Beseitigung aller Usurpatoren und der Alleinherrschaft der Nachkommen Alis und der Prophetentochter Fatima schien eingetreten. Tatsächlich existierte nun nach einhundertfünfzig Jahren – das Kalifat der Umayyaden von Córdoba war schon Jahrzehnte zuvor erloschen – wieder nur ein Kalifat, das allein über die muslimische Welt gebot.
Die Herrschaft der Fatimiden in Bagdad war allerdings auf der nur sechshundert Mann starken Truppe des Generals al-Basasiri fundiert, dem bewusst war, dass er sich gegen die zu erwartende Rückkehr des Toghril Beg nicht würde halten können. Besonders nachdem ihm Kairo, wo der Staat nach dem Ende des al-Yazuri schon in die Krise abgeglitten war, keine Verstärkungstruppen und frische Gelder zusenden wollte, begann er auf eigene Sache zu walten, mit dem gefangenen al-Qaim als Faustpfand. Doch es nützte ihm nichts als im Spätjahr 1059 der siegreiche Toghril Beg mit seinem weit überlegenen türkischen Reichsheer in den Irak zurückgekehrt war und den al-Qaim aus seinem Gefängnis befreite. Am 15. Dezember 1059 musste al-Basasiri Bagdad fluchtartig verlassen, wo am 3. Januar 1060 der Seldschuke mit seinem Schützling im Triumph einziehen und das sunnitische Abbasidenkalifat wieder restaurieren konnte. Die Alleinherrschaft der Fatimiden über die Umma währte an ihrem Ende auf den Tag genau ein Jahr im islamischen Mondkalender (8. Dhu l-qada 450 bis 7. Dhu l-qada 451 AH). Der flüchtende al-Basasiri wurde von den Seldschuken am 18. Januar 1060 bei Kufa zum ungleichen Kampf gestellt und mit seinen wenigen verbliebenen Männern getötet.

### Zusammenbruch
Schon als al-Basasiri im Dezember 1058 das weiße Banner der Fatimiden über Bagdad gehisst hatte, war deren Kalifat in Kairo in eine Phase des Niedergangs eingetreten, die von späteren ägyptischen Chronisten als „die große Kalamität“ (aš-šidda al-ʿuẓmā), oder auch „die Prüfung“ (fitna) bezeichnet wurde. Der Staat des al-Mustansir wurde von einer schweren Krise erfasst, die am Ende in dessen Zusammenbruch führte. Der Sturz des Wesirs al-Yazuri im Februar 1058 hatte das Kalifat seines letzten Dieners mit staatsmännischem Format beraubt. Nach ihm wurde dieses Amt in schnellen Wechseln die nächsten sechzehn Jahre von nicht weniger als dreißig Inhabern besetzt, denen es allen an Durchsetzungsvermögen mangelte. Da selbiges auch für die Person des Kalifen galt, muss für diese Zeit ein regelrechtes Staatsversagen festgestellt werden.
An den für orientalische Höfe obligatorischen Nepotismus waren die Ägypter schon gewohnt, doch das Ausmaß der von den Beamten hemmungslos betriebenen Selbstbereicherung überstieg nun weit alle bisher gekannten Niveaus. Die grassierende Misswirtschaft schlug sich unmittelbar auf die lebenswichtigsten Funktionen des Staates nieder, indem sie die alten Sorgen um den Militärhaushalt neu befeuerten. Die zuletzt wieder rückläufigen Soldzahlungen führten zu neuen Unmut unter den Kriegern, der sich in Kombination mit schon länger im Heer vorherrschenden ethnischen Spannungen in einer gewalttätigen Erhebung entlud. Besonders auf Betreiben der sudanesischen Kalifenmutter Rasad war das fatimidische Heer seit geraumer Zeit mit Kontingenten schwarzer Kaufsklaven (ʿabīd aš-širāʾ) aus ihrer nubischen Heimat ergänzt wurden, was im Heer eine Konkurrenzsituation mit den bisher als militärisches Rückgrat dienenden türkischen Militärsklaven (mamlūk) heraufbeschwor, die nun um ihre Privilegien bangten. Als während eines Vergnügungsausflugs des Hofes im Sommer 1062 vor den Augen des al-Mustansir ein betrunkener türkischer Gardist einen Sudanesen angriff und darauf von dessen Kameraden getötet wurde, eskalierte die Situation zu einem echten türkisch-sudanesischen Bürgerkrieg auf ägyptischem Boden. Während die von der Kalifenmutter geführte Hofkamarilla die Anwerbung von Sudanesen forcierte, um die Macht der Türken endgültig zu brechen, schraubten diese ihre Soldforderungen von zuletzt 28.000 auf astronomische 400.000 Dinars in die Höhe. Währenddessen kam es zu unablässigen Kämpfen zwischen den Fraktionen in und um Kairo, die begleitet wurden vom Zusammenbruch der öffentlichen Sicherheit und des Handels. Die Folge war eine neue Hungersnot und eine zunehmende Verödung der Hauptstadt, gleichwohl der Pegelstand des Nils in diesen Jahren nie unter Normalniveau gefallen war. Ganz Ägypten versank in Anarchie und Rechtlosigkeit, die Landbevölkerung wurde von Beduinen und herrenlosen Söldnern beraubt, was den Ernteertrag zusätzlich einbrechen ließ. Im Jahr 1067 gelang den Türken bei Gizeh ein entscheidender Sieg über die sudanesischen Verbände, die sich nach Oberägypten zurückziehen mussten.
Zum eigentlichen Machthaber von Kairo war so der türkische General Ibn Hamdan avanciert, um dessen Loyalität zu Kalif al-Mustansir es nicht mehr weit bestellt war. Mehr erzwungen als erbeten hatte der Kalif zur Befriedigung der Soldforderungen der Türken die Schatzkammern seines Palastes öffnen müssen, worauf eine mehr als ein Jahr andauernde Plünderung der unermesslichen, in acht Generationen von den Fatimiden angehäuften Schätze einsetzte. Nach den Schatzkammern sind die planmäßig vorgehenden Plünderer dazu übergegangen, die Paläste und Mausoleen von ihrem Schmuck zu entkleiden und das Interieur einzuschmelzen. Auch vor den Reichsinsignien wie den goldenen Sonnenschirmen (miẓalla), Baldachinen und Diademen (tāǧ) wurde kein Halt gemacht. Binnen weniger Monate war das einst für seinen Reichtum bewunderte Kalifat verarmt. Nachdem alle Edelmetalle geplündert waren, wurden im November 1068 die kulturellen und geistigen Schätze des Landes zu Geld gemacht. Neben den Palast- und Privatbibliotheken wurde in diesen Tagen auch der Schriftbestand des von al-Hakim errichteten Haus der Weisheit geplündert, wobei die Plünderer es auf den Materialwert der kostbar gestalteten Handschriften als auf deren Inhalt abgesehen haben. Während man die goldenen und silbernen Buchbeschläge einschmolz, waren die als wertlos erachteten Seiten in den Nil geworfen und die Einbände zu Sandalen weiterverarbeitet wurden. Schriften mit dezidiert ismailitischem Inhalt wurden von sunnitischen Eiferern gezielt verbrannt, womit ein Verlust eines bedeutenden Teils des Schrifterbes der ismailitischen Schia einherging.

Das Herrschaftsgebiet der Seldschuken im späten 11. Jahrhundert kurz vor Beginn des ersten Kreuzzuges. Das Kalifat der Fatimiden war zu dieser Zeit nur noch auf das Gebiet des heutigen Ägypten beschränkt und hatte dazu noch die Oberherrschaft über den Hedschas und Jemen inne.

Im Dezember 1068 versuchte der gerade amtierende Wesir, ein Sohn des al-Yazuri, der Anarchie Herr zu werden und Ibn Hamdan zu entmachten. Auch wenn es ihm selbst das Leben kostete, hatte sein Ausspielen von Zwistigkeiten der Türken untereinander der Machtstellung des Ibn Hamdan doch das Fundament entzogen, als sich dessen Untergebene nun gegen ihn wandten. Doch Ibn Hamdan konnte aus Kairo fliehen und im Delta im Bund mit den Beduinen einen eigenen Herrschaftsbereich aufbauen, mit den zwei wichtigen Seehäfen Alexandria und Damiette als Eckpfeiler, mit denen er die Nahrungsmittelzufuhr nach Kairo unterbinden konnte. Den letzten Rest an Loyalität gegenüber den Fatimiden gab er nun vollends auf und knüpfte Kontakte zu dem Seldschukensultan Alp Arslan, dem er Unterwerfung gelobte und als Zeichen seiner Anerkennung des sunnitischen Kalifats von Bagdad sich die Zusendung schwarzer Standarten erbat. Erstmals seit 973 wurden in Ägypten Freitagspredigten wieder im Namen des Abbasidenkalifen gehalten und zur selben Zeit war auch der Hedschas mit den heiligen Stätten Mekka und Medina von den Fatimiden abgefallen, wo am 15. April 1071 erstmals seit 969 wieder für die Abbasiden gepredigt wurde. Darauf überschritten die Seldschuken unter Alp Arslan im Frühjahr 1070 den Euphrat nach Syrien, denen sich der Fürst von Aleppo sofort unterwarf. Von dort setzte sich eine kleinere Schar unter dem General Atsiz nach Süden ab, die bis 1071 weitgehend Widerstandslos Ramla und Jerusalem einnahm, die noch von einem Erdbeben des Jahres 1068 teilweise zerstört waren, und 1072 sogar bis nach Bilbeis vordrang, sich von dort aber wegen Nahrungsmangels wieder nach Palästina zurückzog. Lediglich in den stark befestigten Küstenstädten wie Akkon, Tyrus, Sidon, Caesarea, Tortosa und Aschkelon, sowie in der syrischen Hauptstadt Damaskus konnten sich die fatimidischen Besatzungen einstweilen noch behaupten. Die Hoffnungen in Kairo ruhten nun auf der Militärmacht des alten Verbündeten, dem byzantinischen Reich, das sich von der Türkengefahr nicht minder bedroht fühlte und unter Kaiser Romanos IV. Diogenes im Sommer 1071 den Marsch in das östliche Kleinasien aufnahm. Alp Arslan sah unter diesen Umständen von einem direkten Zug nach Ägypten ab um sich in voller Stärke dem gefährlicheren Gegner zuerst zu stellen. Am 19. August 1071 siegten die Seldschuken in der entscheidenden Schlacht bei Manzikert über die Byzantiner, deren Kaiser in ihre Gefangenschaft fiel.
Die fast hundert Jahre der vergleichsweise friedlichen und stabilen Verhältnisse in Syrien und Palästina unter der Fatimidenherrschaft, sind durch die Türkeninvasion einer Epoche des Dauerkrieges gewichen, in der alle lokalen Bevölkerungsteile schwer zu leiden hatten. Doch die religiös gefärbte Konditionierung des seldschukischen Feldzuges, der von ihnen auch als „Einsatz“ (ǧihād) für die sunnitische Orthodoxie verstanden wurde, hatte die Lage besonders für religiöse Minderheiten in der daran nicht armen Region erheblich verschlechtert. Schiitische Muslime, Christen und Juden sahen sich nun von den neuen Herren offen diskriminiert und in ihrer Religionsausübung eingeschränkt. Die bis dato noch möglich gewesenen und regelmäßig unternommenen Pilgerfahrten der Christen nach Jerusalem waren unter diesen Umständen kaum noch durchführbar, was auch im fernen Europa bemerkt wurde. Dort mehrten sich nun die Stimmen derer die eine direkte Übernahme der Herrschaft im Heiligen Land durch die Anhänger des Kreuzes anstrebten, um zukünftig die freie Passage der Pilgerrouten gewährleisten zu können, deren Sicherheit man nicht länger den „Ungläubigen“ anvertrauen wollte.
Das Fatimidenkalifat selbst schien nach Manzikert tatsächlich dem Untergang geweiht; die in Kairo mittlerweile selbst an Hunger leidenden türkischen Truppen ergaben sich wieder dem Befehl ihres alten Generals Ibn Hamdan und ließen ihn im Mai 1072 unter dem schwarzen Banner in die Stadt einziehen. Der von ihm in seinem verödeten Palast angetroffene Kalif al-Mustansir soll nur noch von drei Dienern umgeben gewesen sein, sogar von seiner Mutter und der restlichen Verwandtschaft war er verlassen worden, die sich ins sichere Exil an den Hof von Bagdad abgesetzt hatten. Von seiner Absicht, dem schiitischen Kalifat bald ein Ende zu bereiten, hatte Ibn Hamdan keinen Hehl gemacht, doch wartete er mit diesem Schritt einstweilen noch ab. Er gewährte dem in seinem eigenen Palast gefangenen al-Mustansir sogar noch eine großzügige monatliche Apanage. Doch das Ende ereilte abrupt den General selbst, als er im März/April 1073 einem Attentat letzter dem Kalifat treu ergebener Anhänger zum Opfer fiel.

### Der neue Herrscher

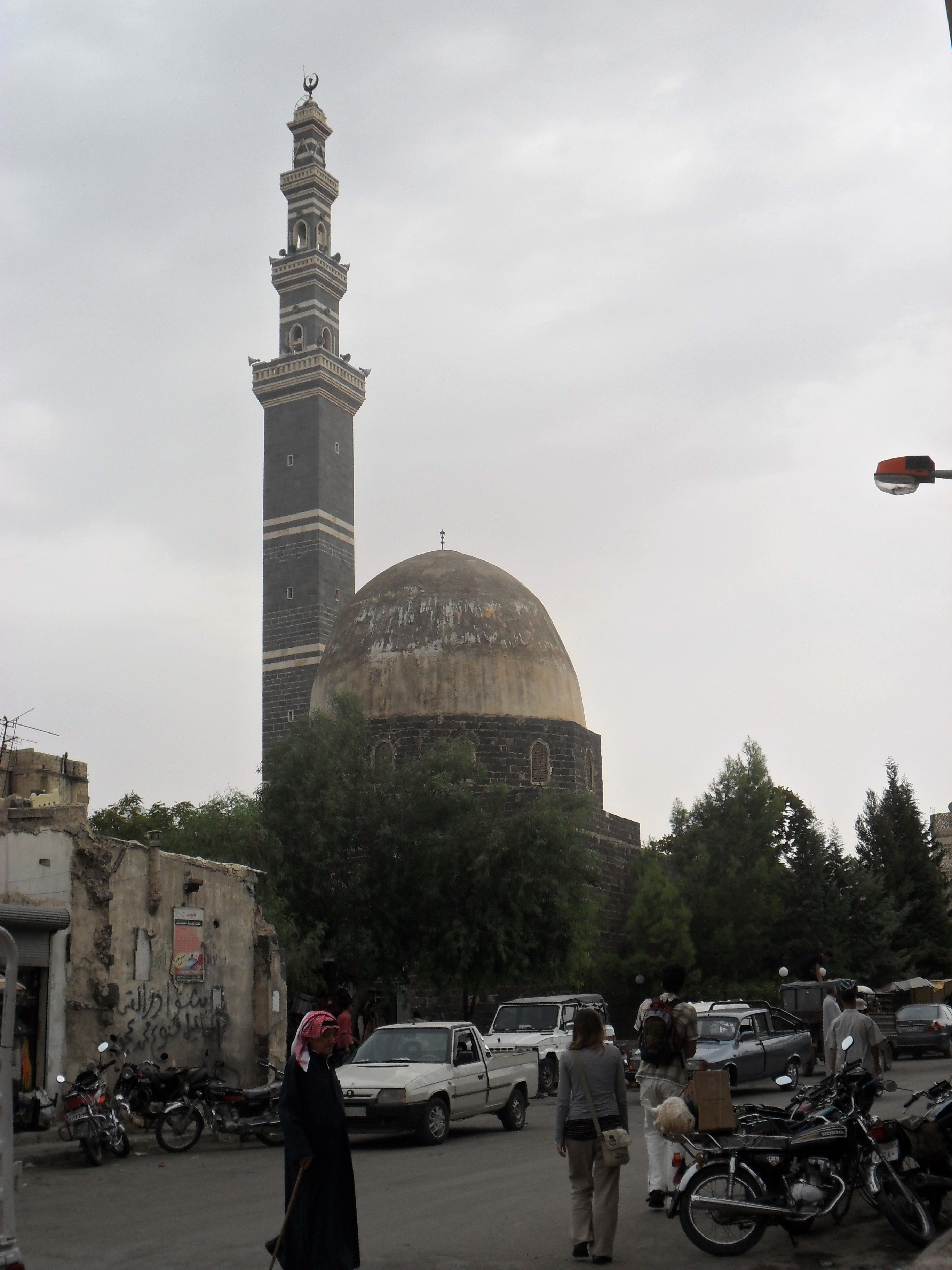
Der von Chalaf ibn Mulaib in Salamyya errichtete Schrein für den Begründer der ismailitischen Mission, Abdallah al-Akbar.

Von seinem Gefängnismeister befreit, raffte sich al-Mustansir nun zu seiner ersten und auch einzigen Eigeninitiative seiner Herrschaft auf, indem er in einem Brief den in Akkon ausharrenden General Badr al-Dschamali um Hilfe anrief. Dem kriegstüchtigen armenischen General, früher selbst ein Sklave, versprach er dazu die ungeteilte Herrschaft in seinem Namen, wenn er mit seinen armenischen Truppen nach Kairo kommen und das Kalifat vom Unwesen der Eintageswesire, wie auch der türkischen Soldateska befreie. Schon im Dezember 1073 landete der General mit seiner gesamten hauptsächlich aus armenischen Militärsklaven bestehenden Garnison auf hundert Schiffen in Damiette an, zog am 27. Januar 1074 allerdings nur mit einer kleinen Truppe im Schutz der Dunkelheit in Kairo ein. Dort veranstaltete er zuerst ein Festbankett, zu dem er die bis dahin in Kairo herrschenden Offiziere der Türken einlud. Als diese sich zu später Stunde nacheinander betrunken verabschiedeten, ließ Badr sie beim Abgang einzeln erdrosseln. Danach wurde er von al-Mustansir formell zum Wesir investiert, worauf eine mehrjährige Phase der Säuberung das gesamte Land erfasste, in der Badr mit strengster Härte die marodierenden türkischen und sudanesischen Truppen vernichtete und jeden der zuvor amtierenden Wesire enthaupten ließ. Gegen die im Nildelta in den vorangegangenen Jahren freiherrlich herrschenden Beduinenstämme führte er blutige Feldzüge durch, bis sie sich wieder der Autorität des Zentralstaates unterwarfen. Bis spätestens 1078 hatte er das nach fast zwanzig Jahren Anarchie daniederliegende Ägypten nach innen befrieden und die Bedingungen für seine wirtschaftliche Erholung schaffen können. Diese Erfolge begünstigten auch die stetig wachsende Machtstellung des Badr, der sich von al-Mustansir schließlich die drei wichtigsten zivilen Ämter in der fatimidischen Staatshierarchie übertragen lassen konnte. Neben dem Wesirat betraf dies auch das Amt des Oberrichters und des Chefmissionars der ismailitischen Mission, dem „Rufer der Rufer“ (dāʿī d-duʿāt), die er außerdem noch mit dem militärischen Oberbefehl in seiner Person vereinte. In der muslimischen Staatstheorie hatte damit das „Wesirat der Ausführung“ (wizārat at-tanfīḏ), in dem der Wesir nur ausführendes Organ des wirklich herrschenden Kalifen war, einen Wandel zum „Wesirat der Bevollmächtigung“ (wizārat at-tafwiḍ) erfahren, bei dem der Wesir die uneingeschränkte Regierungsgewalt besitzt. In der Einschätzung der modernen Geschichtsforschung ist der Armenier somit zum ersten rein weltlichen „Herrscher“ (sulṭān) in der Geschichte des muslimischen Ägyptens geworden. Auch wenn die von ihm angestrebte Etablierung einer eigenen Erbdynastie letztlich versagt blieb, wurde der von ihm neu definierte Charakter des Wesirats auch von allen Amtsnachfolgern übernommen, denen gegenüber die Würde des fatimidischen Kalifats und deren Inhaber zum bloßen Werkzeug zur formellen Legitimierung der Herrschaft herabsank, wie es zuvor schon bei den Abbasiden in Bagdad gegenüber den Buyiden und Seldschuken geschehen war. Badrs Wesirat wurde damit zum Prototyp der zukünftig in Ägypten herrschenden sunnitischen Sultansdynastien der Ayyubiden und Mamluken.
Die von Badr für die innere Befriedung Ägyptens benötigten militärischen Reserven konnten nur durch die Preisgabe seiner äußersten territorialen Vorposten aufgebracht werden. Im Juni/Juli 1076 ergab sich die fatimidische Besatzung von Damaskus dem Atzis. Im Februar 1077 unternahm der Türke einen erneuten Vorstoß nach Ägypten, den Badr in einer hart geführten Abwehrschlacht in der Nähe von Kairo aber zurückschlagen konnte. Dieser Sieg hatte in Jerusalem die der türkischen Herrschaft überdrüssigen Bürger zur erfolgreichen Erhebung ermutigt, doch gelang es Atzis noch im selben Jahr die Stadt erneut zu erstürmen, wobei er ein Massaker unter den Bewohnern anrichtete. Anschließend zerstörte er auch Gaza und nahm die Seefestung Jaffa. Im Gegenzug unternahm Badr zwei Versuche zur Rückeroberung von Damaskus, die allerdings scheiterten. Dem neuen Seldschukensultan Malik Schah I. missfiel das Treiben des Atzis in Syrien, der ihm viel zu selbständig auftrat, und entmachtete ihn im Spätjahr 1078 durch seinen Bruder Tutusch I., womit nun ganz Syrien dem Fatimidenkalifat für immer verloren ging und als Sekundogenitur der Seldschuken wieder der Sunna zugeführt wurde. Gleichfalls sind in Palästina auch Ramla und Jerusalem nun auf Dauer unter der Herrschaft der Türken geblieben, lediglich in den stark befestigten Hafenstädten entlang der Levanteküste und in einigen Burgen am Orontes konnten sich die fatimidischen Besatzungen halten. Auch in Homs konnte sich der fatimidische Statthalter Chalaf ibn Mulaib halten, der inmitten des seldschukisch-sunnitischen Ansturms auf Syrien in Salamiyya dem Gründervater der ismailitischen Mission und Vorfahren der fatimidischen Kalifen Abdallah al-Akbar einen Schrein errichtete, der heute zu den wichtigsten Wallfahrtsstätten der Ismailiten zählt. 1081 verloren die Fatimiden Tortosa an die Seldschuken, während der Statthalter von Tripolis, obwohl ein Schiit, zwischen beiden Mächten zu lavieren begann. 1084 vollendete Tutusch den seldschukischen Eroberungszug in Nordsyrien durch die Einnahme des ehemals autonomen Aleppos und der letzten byzantinischen Hochburg Antiochia. 1090 wurde dann auch Homs von ihnen genommen. Die geopolitische Landkarte des Orients hatte damit jene Gestalt angenommen, wie sie von den ersten Kreuzrittern bei deren Ankunft 1097 vorgefunden wurde. Bis dahin war die Region aber ein Dauerkriegsschauplatz zwischen Fatimiden und Seldschuken geblieben.
Während Syrien aufgegeben werden musste, konnte Badr an anderer Stelle einen Erfolg verbuchen. Durch Bestechung und Erpressung, indem er die notwendigen Getreidelieferungen zurückhielt, hatte der Wesir die Scherifen von Mekka zur Rückkehr unter die Oberhoheit des Fatimidenkalifats bewegen und damit die Oberherrschaft des Kalifats über den Hedschas nach dessen Abfall vier Jahre zuvor restaurieren können. Zum Opferfest im Juli 1075 wurde in den heiligen Stätten wieder im Namen des Fatimiden gepredigt. Weiterhin war der Jemen dank der ismailitischen Vasallendynastie der Sulaihiden eine verlässliche Stütze des Kalifats geblieben.

### Nachfolge und Spaltung

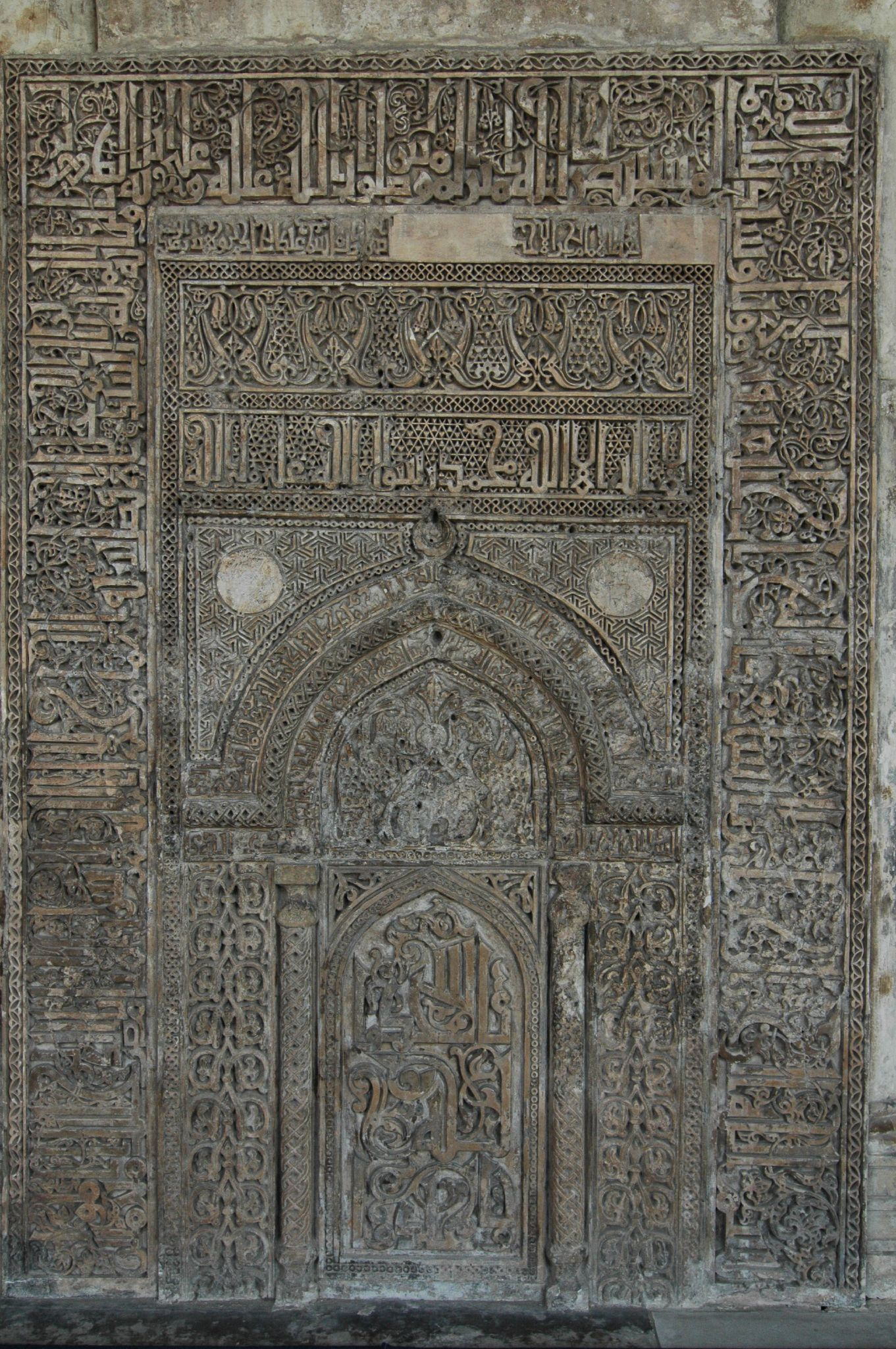
Die von Wesir al-Afdal Schahanschah im Namen des al-Mustansir errichtete Gebetsnische (miḥrāb) in der Ibn-Tulun-Moschee. Kairo, 1094.

Im August 1078, als Ägypten gerade befriedet und die Herrschaft des Badr al-Dschamali gefestigt war, erreichte der aus Persien stammende ismailitische Missionar Hasan-i Sabbah (arab. Ḥasan aṣ-Ṣabbāḥ) auf einer Art Bildungsreise befindlich die Hauptstadt Kairo. Hier in der Residenz des Imams seiner Schia gedachte er im Studium seinen Glauben zu vertiefen und sich Anregungen über neue Strategien der Schia im Umgang mit den seldschukischen Machthabern in Persien einzuholen, unter denen sich die Schia dort einer scharfen Verfolgung ausgesetzt sah. Den Worten seiner eigenen Autobiographie nach, hatte der Aufenthalt in Kairo bei Hasan aber vor allem negative Eindrücke hinterlassen. Der spirituell wie organisatorisch verwahrloste Zustand der Schia in Kairo hatte den Missionar mit Entsetzen erfüllt, wofür er vor allem die Tatsache verantwortlich machte, dass mit Badr al-Dschamali ein religiöser Laie das Amt des für die Organisation verantwortlichen Chefmissionars besetzte, der für die religiösen Befindlichkeiten der Gläubigen weder ein Gespür noch Interesse aufbrachte. In der Frage über die Nachfolgeregelung betreffs des Imamats hatte Hasan schließlich den Unmut des Wesirs auf sich gezogen, der sich irgendwelche Einmischungen darin verbat. Obwohl Hasan wohl keine persönliche Audienz bei al-Mustansir erhalten hatte, war er wohl schon damals von dessen Designation (naṣṣ) zugunsten des ältesten der noch lebenden Prinzen Nizar überzeugt, für den er am Hof zu Kairo dann auch offen Partei ergriff. Da der Prinz eine Intimfeindschaft gegen die Wesirsfamilie pflegte, waren er und seine erklärten Anhänger bei dieser folglich non grata. Nach etwa drei Jahren war Hasan auf Weisung des Wesirs des Landes verwiesen wurden. Er kehrte zurück nach Persien, wo er die folgenden Jahre zur unumstrittenen Führungsautorität der lokalen ismailitischen Schia wurde. Im Widerstand gegen die Seldschuken verlegte er sich auf die Okkupation von Höhenburgen im schwer zugänglichen und fern der Herrscherzentren gelegenen Elburs-Gebirge, wo er der persischen Schia ein sicheres Refugium mit Alamut als Zentrum schuf, das er gegen mehrere Angriffe der Seldschuken verteidigen konnte. Um dem militärisch übermächtigen Feind etwas entgegensetzen zu können, begann Hasan mit der Rekrutierung von „Opferbereiten“ (fidāʾī) der Schia, die unter Einsatz ihres Lebens bereit waren Messerattentate gegen das Führungspersonal der Seldschuken durchzuführen. Das erste von ihnen ausgewählte Anschlagsziel, den Seldschukenwesir Nizam al-Mulk, konnten sie 1092 erfolgreich liquidieren. Solche im Verlauf des 12. Jahrhunderts vermehrt durchgeführten Anschläge haben besonders bei den europäischen Kreuzrittern einen nachhaltigen Eindruck hinterlassen, bei denen die Ismailiten jener Zeit unter der Bezeichnung „Assassinen“ im Gedächtnis blieben.
Im Frühjahr 1094 ist Badr al-Dschamali gestorben, worauf ihm sein Sohn al-Afdal Schahanschah problemlos im Amt des Wesirs nachfolgen konnte. Nur wenige Monate später starb al-Mustansir am 29. Dezember 1094, dem schiitischen Festtag zum Gedenken an den Teich von Chumm (18. Dhu l-Hiddscha 487), im Alter von fünfundsechzig Jahren. Sein Tod war von dem Wesir als erstes bemerkt wurden, der sofort den jüngeren Prinz Ahmad auf den Thron setzte, ihn unter den Herrschernamen „der durch Gott Erhöhte“ (al-Mustaʿlī bi-llāh) zum neuen Kalif proklamierte und von den älteren Prinzen deren Huldigung erpresste. Prinz Nizar jedoch bestritt die Nachfolge seines Bruders und beanspruchte diese selbst, sei er doch schon Jahre zuvor von seinem Vaters zum Nachfolger designiert wurden, doch konnten sich Schahanschah und sein Marionettenkalif nur ein Jahr später im Nachfolgekampf durchsetzen und Prinz Nizar vernichten. Aber trotz des so schnell entschiedenen Kampfes war damit eine bis heute andauernde Spaltung der ismailitischen Schia einhergegangen. Denn die persischen Ismailiten unter der Führung des Hasan-i Sabbah verweigerten der Thronfolge in Kairo ihre Anerkennung, die sie als eine Usurpation betrachteten, und sprachen sich für das Imamat des Prinzen Nizar und seiner Nachkommen als das allein Rechtmäßige aus. Die ägyptischen und persischen Ismailiten folgten seither je einer eigenen Imamlinie, was für das zukünftige Fatimidenkalifat insgesamt eine zusätzliche Schwächung nach sich zog.
Nicht einmal ein Jahr nach dem Tod des al-Mustansir wurde im November 1095 im fernen französischen Clermont die abendländische Christenheit zum ersten Kreuzzug zur Befreiung des Heiligen Grabes aus der Herrschaft der muslimischen „Ungläubigen“ aufgerufen.

## Quelle
- Ibn Challikan: „Das Ableben bedeutender Persönlichkeiten und die Nachrichten über die Söhne der Zeit“ (Wafayāt al-aʿyān wa-anbāʾ abnāʾ az-zamān), hrsg. von William Mac Guckin de Slane: Ibn Khallikan’s biographical dictionary, Bd. 3 (1868), S. 381–384.